# Zedekia-Höhle

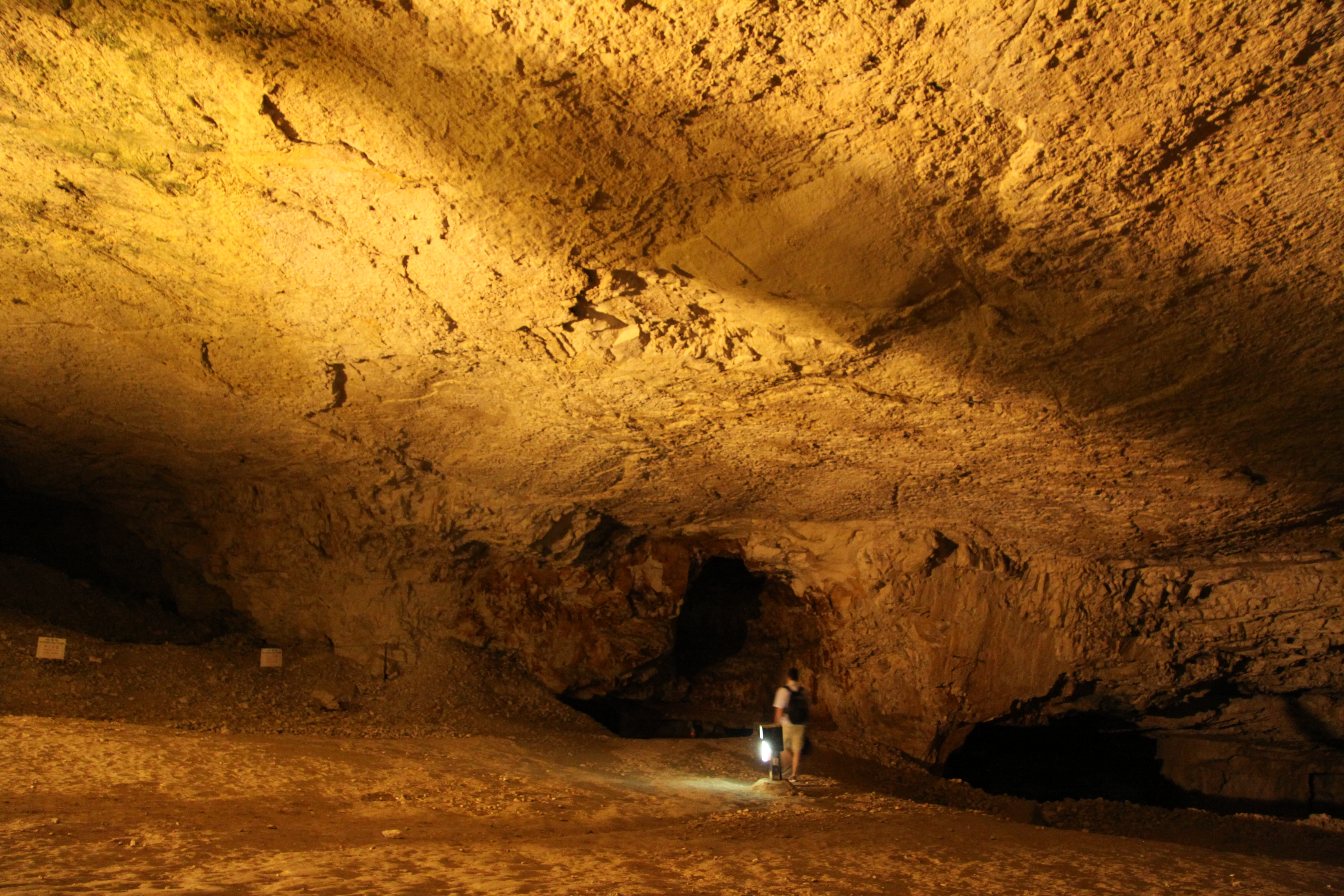
Zedekia-Höhle (2011)

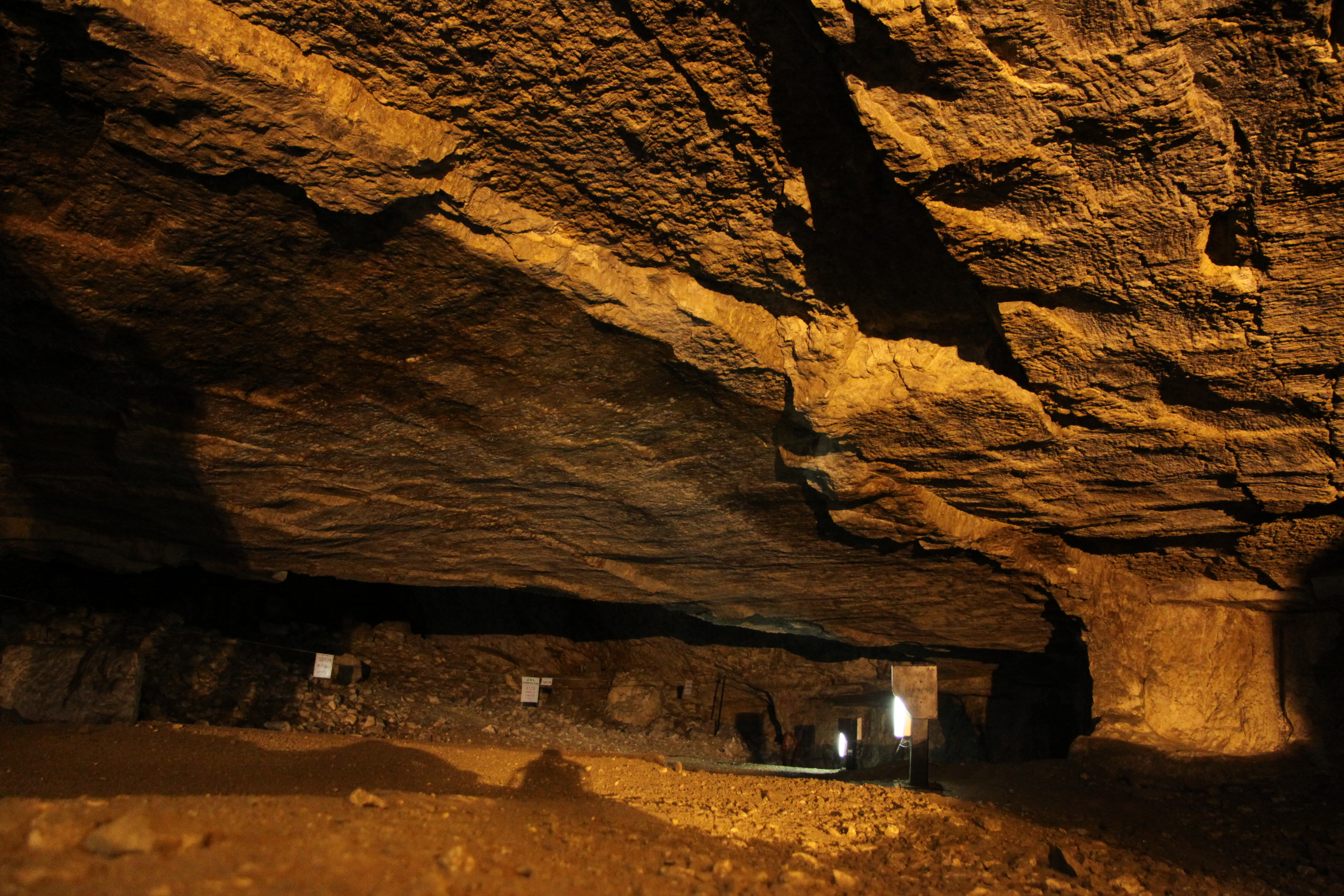
Im Innern der Höhle (2011)

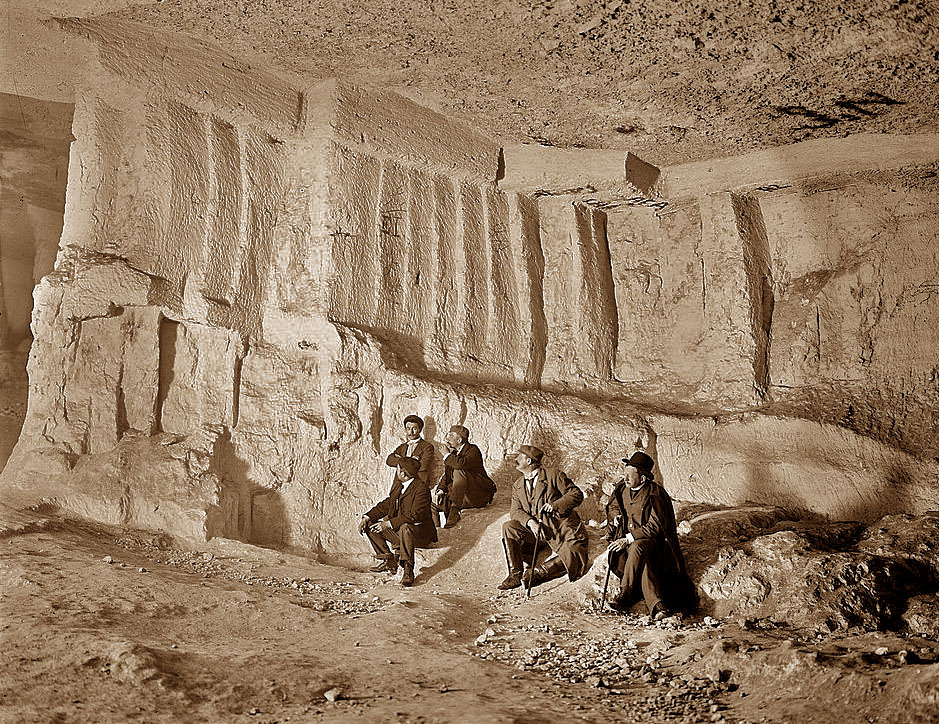
Besucher in der Zedekia-Höhle Anfang des 20. Jahrhunderts

Die Zedekia-Höhle ist eine künstliche Höhle unter der Altstadt von Jerusalem, die in ihren Ursprüngen bis ins 6. Jahrhundert v. Chr. zurückreicht.

## Geschichte
Die Höhle war ursprünglich eine kleine Naturhöhle. Wann die Nutzung als Steinbruch begann, ist ungesichert. Manche Datierungen reichen bis in das 10. Jahrhundert v. Chr. zurück, als wahrscheinlich wird die Ära des zweiten Tempels angenommen. Gesichert ist dagegen die ununterbrochene Nutzung des Steinbruchs vom 1. Jahrhundert v. Chr. bis ins 16. Jahrhundert n. Chr.
Als Süleyman I. Jerusalem wieder aufbaute und mit einer geschlossenen Stadtmauer versah, fürchtete er durch die offene Höhle eine Schwachstelle in der Verteidigung der Stadt. Feinde könnten eindringen und aus der Höhle heraus Zugänge in die Stadt brechen. Daher ließ er die Zedekia-Höhle beim Bau der Jerusalemer Mauer zumauern und mit großen Steinen blockieren. Die Höhle geriet allmählich in Vergessenheit, bis sie im Winter 1854 von James Turner Barclay wiederentdeckt wurde: Bei einem Spaziergang verschwand Barclays Hund spurlos. Auf der Suche entdeckte Barclays Sohn am Fuß der Felsklippen eine Ausspülung, aus deren Tiefe er den Hund bellen hörte. Barclay untersuchte die Höhle heimlich und präsentierte dann seine Ergebnisse verschiedenen Jerusalemer Wissenschaftlern.
In der Folge wurde die Höhle ein beliebtes Ziel für Abenteuerlustige, die die Höhle erkundeten. Schon wenige Jahre später verboten die Behörden den Zutritt in die Höhle, damit sie nicht als Unterschlupf und Versteck für Gegner des Osmanischen Reichs dienen konnte.
1874 entdeckte der französische Archäologe Charles Clermont-Ganneau ein etwa 25 × 35 cm großes Felsbild, das einen beflügelten Löwen mit menschlichem Kopf darstellt. Das Bild wurde aus dem Felsen herausgelöst und in das Palestine Exploration Fund nach London gebracht.
Erst in der britischen Mandatszeit von 1920 bis 1948 wurde die Höhle wieder dem Publikum zugänglich gemacht. Während des Zweiten Weltkriegs wurde ein Bunkervorbau betoniert, um die Höhle bei einem möglichen deutschen oder italienischen Angriff auf Jerusalem als Bombenschutzbunker verwenden zu können. Nachdem Jordanien 1948 Ostjerusalem erobert hatte, wurde die Höhle wieder für den Publikumsverkehr gesperrt.
Nachdem Ostjerusalem und damit die Zedekia-Höhle nach dem Sechstagekrieg unter israelische Herrschaft gekommen war, entschied das Jerusalem Municipality's Tourism Department die Wiedereröffnung der Höhle und den Ausbau zu einer touristischen Attraktion. Mit der Unterstützung der Jerusalem Foundation übernahm 1985 die East Jerusalem Development Company den Betrieb der Höhle, die mit einer großen Spende von Rene und Nanny Lang aus Zürich die Pfade und Beleuchtungen modernisierte. Verantwortlicher Planer der Modernisierung war Nahum Meltzer.

## Steinbruchbetrieb
Für die Nutzung der Höhle als unterirdischer Steinbruch bereits zu Zeiten des ersten Tempels existieren nur wenige Belege. Besser nachgewiesen ist eine starke Nutzung zu Zeiten des zweiten Tempels und für Bauprojekte unter Herodes. In den nachfolgenden Jahrhunderten wurde die Zedekia-Höhle unterschiedlich intensiv als Steinbruch für Jerusalemer Gebäude genutzt, bis sie um 1535 von Suleiman verschlossen wurde.
Nach der Wiederentdeckung im 19. Jahrhundert wurde die Nutzung als Steinbruch wieder in geringem Umfang aufgenommen. Die letzte belegte Nutzung war für den Bau des Glockenturms am Jaffa-Tor 1904, der in den 20er Jahren wieder abgerissen wurde.
Die Nutzung eines unterirdischen Steinbruchs hatte mehrere Vorteile: Die Arbeit war von Witterungseinflüssen weitgehend unabhängig und konnte kontinuierlich fortgeführt werden. Zudem war die Struktur des Kalksteins im massiven Felsen besser geeignet, um große Steinblöcke in der gewünschten Form zu schneiden. Ein weiterer Vorteil war die Nähe zur Stadt, die einen aufwendigen und teuren Transport durch die Judäischen Berge ersparte.
Der Stein, der in der Zedekia-Höhle abgebaut wurde, war eine Meleke genannte besondere Art von Kalkstein. Er konnte leicht selbst in große Blocks geschnitten werden. Die frischen Schnittflächen haben zunächst ein gleißend weißes Aussehen, das das Sonnenlicht in besonderer Weise reflektiert. Unter Witterungseinflüssen verwittert die Oberfläche und bildet eine grau-bräunliche Farbe, die an italienischen Marmor erinnert. Die Steine aus der Zedekia-Höhle zählten zum besten Baumaterial in Jerusalem und wurden auch vorwiegend in herrschaftlichen Bauten verwendet.

## Namensquelle
Den Namen Zedekia-Höhle erhielt sie in Anlehnung an die Flucht von König Zedekia, durch die er nach einem Kommentar von Rabbi Raschi aus der von den Chaldäern umzingelten Stadt geflohen sein soll. Durch zahlreiche Risse und Auswaschungen der Höhlendecke sickert Wasser, das sich in einem kleinen Pool sammelt, der Zedekias Tränen genannt wird. Der Erzählung zufolge stellt das ungenießbare Wasser die Tränen Zedekias dar, die er beim Anblick der Hinrichtung seiner Kinder vergoss. Diese Flucht durch die Höhle ist eine Legende, was der Verwendung des volkstümlichen Namens Zedekia-Höhle jedoch keinen Abbruch tut.
Der nach der Wiederentdeckung von Wissenschaftlern vorgeschlagene und publizierte Name ist König Salomons Steinbrüche. In Anlehnung an 1. Könige 5,29-31 wurde es als naheliegend betrachtet, dass König Salomon für seine umfangreichen Bautätigkeiten das (damals noch) vor der Stadt liegende Felsmassiv als Steinbruch nutzte. Unterstützt wurde dies durch den Palestine Exploration Fund und einem ihrer führenden Forscher, Sir Charles Warren. Warren war Freimaurer, und betrachtete König Salomon als den ersten Freimaurer. Aufgrund dieser Zusammenhänge wurde die Höhle in der Folgezeit als Versammlungsort für Zeremonien der Jerusalemer Freimaurer genutzt.

## Lage und Größe
Der Zugang zur Höhle befindet sich in einem Felskliff östlich des Damaskustores. Der Zugang ist zugleich die höchste Stelle der Höhle, von hier aus verläuft die Höhlensohle kontinuierlich fallend rund 230 m weit nach Südosten unter das Muslimische Viertel. Die größte Breite der Höhle beträgt etwa 100 m, die durchschnittliche Höhe des Hohlraums beträgt 15 m. Die Höhlendecke aus massivem Gestein beträgt stellenweise nur 10 m.
Die Steinhauer ließen auch in der großen Halle der Höhle starke Felssäulen als Stützpfeiler stehen, die die insgesamt rund 9000 m² große und 500.000 Tonnen schwere Deckschicht stützt. Trotz des langjährigen Bestands des Steinbruchs und der zahlreichen schweren Erdbeben in der Region, ist die Decke noch fast vollständig intakt. Nur an vereinzelten Stellen sind Gesteinsschichten abgestürzt.